# Gerald FitzGerald, V conde de Kildare
Gerald FitzMaurice Fitzgerald, V conde de Kildare (d. antes de 24 de junio de 1428) fue un noble irlandés. Gerald era hijo de Maurice FitzGerald, IV conde de Kildare y Elizabeth Burghersh. 

## Carrera
Gerald sirvió como Justiciar de Irlanda en 1405. En 1407  derrotó al clan O'Carrol en Kilkenny. En torno a 1418 emergió como adversario principal del Lord Teniente de Irlanda, John Talbot, conde de Shrewsbury. Junto con Christopher Preston, Barón Gormanston, fue acusado de correspondencia traicionera con Thomas Le Boteller, Prior de la Orden de los Hospitaleros en Kilmainham, encarcelado y amenazado con el embargo de sus títulos y propiedades. Ninguna evidencia verosímil de traición fue encontrada contra Kildare o Gormanston, y fueron liberados y restaurados en sus propiedades. Es improbable que ninguno de estos antiguos pilares del orden anglo irlandés fuera culpable de nada más serio que la oposición a las políticas de Shrewsbury.
Esté enterrado en Grey Abbey en Kildare.

## Familia
Gerald se casó, en primer lugar, con Margaret Rocheford, hija de Sir John Rocheford. Sus niños fueron:
- Thomas Fitzgerald, muerto antes que su padre sin sucesión.
- Lady Joan Fitzgerald d. Jul 1452, casada con James Butler, IV conde de Ormond.

Se casó luego con Agnes Darcy, hija de Philip Darcy, Barón Darcy de Knayth y Elizabeth Grey. Fueron padres de:
- Elizabeth Fitzgerald, casada con John Grey, Barón Grey de Codnor.[2]

Como su hijo murió antes que él, el título debería haber pasado a su hermano John, de jure VI conde, a pesar de que su yerno, el conde de Ormond, también reclamó el título por derecho de su mujer, Elizabeth. La disputa fue  resuelta finalmente a favor del hijo de John, Thomas FitzGerald, VII conde de Kildare.